# Hervé Piccirillo
Hervé Piccirillo (Martigues, 1967. március 6. –) francia nemzetközi labdarúgó-játékvezető. Polgári foglalkozása a francia légierő tisztje, ezredes.

## Pályafutása

### Nemzeti játékvezetés
A játékvezetésből 1990-ben vizsgázott, 1995-ben lett országos League 2, majd 1999-ben minősítették League 1-es játékvezetője. Az aktív nemzeti játékvezetéstől 2012-ben vonult vissza.

#### Nemzeti kupamérkőzések
Vezetett Kupa-döntők száma: 12.

##### Liga-kupa
| Időpont           | Helyszín                     | Mérkőzés típusa | Mérkőzés                                    | Eredmény | Nézők száma |
| ----------------- | ---------------------------- | --------------- | ------------------------------------------- | -------- | ----------- |
| 2007. március 31. | Stade de France, Saint-Denis | döntő           | Olympique Lyonnais–FC Girondins de Bordeaux | 0 – 1    | 79 072      |

##### Francia-kupa
| Időpont           | Helyszín                     | Mérkőzés típusa | Mérkőzés                           | Eredmény | Nézők száma |
| ----------------- | ---------------------------- | --------------- | ---------------------------------- | -------- | ----------- |
| 2012. április 28. | Stade de France, Saint-Denis | döntő           | Olympique de Marseille–US Quevilly | 1 – 0    | 76 229      |

### Nemzetközi játékvezetés
A Francia labdarúgó-szövetség Játékvezető Bizottsága (JB) terjesztette fel nemzetközi játékvezetőnek, a Nemzetközi Labdarúgó-szövetség (FIFA) 2005-től tartotta nyilván bírói keretében. Több nemzetek közötti válogatott és klubmérkőzést vezetett. FIFA JB besorolás szerint 3. kategóriás bíró. A francia nemzetközi játékvezetők rangsorában, a világbajnokság-Európa-bajnokság sorrendjében többedmagával a 33. helyet foglalja el 1 találkozó szolgálatával. Az aktív nemzetközi játékvezetéstől 2011-ben búcsúzott. Válogatott mérkőzéseinek száma: 4.

#### Európa-bajnokság

##### U19-es labdarúgó-Európa-bajnokság
Lengyelország rendezte a 2006-os U19-es labdarúgó-Európa-bajnokságot, ahol az UEFA JB hivatalnokként foglalkoztatta.
| Időpont          | Helyszín                                  | Mérkőzés típusa              | Mérkőzés                 | Eredmény |
| ---------------- | ----------------------------------------- | ---------------------------- | ------------------------ | -------- |
| 2006. július 18. | Miejski Stadion, Swarzedz                 | csoportmérkőzés (A. csoport) | Lengyelország–Ausztria   | 0 – 1    |
| 2006. július 23. | Huraganu Stadion, Pobiedziska             | csoportmérkőzés (B. csoport) | Portugália–Spanyolország | 1 – 1    |
| 2006. július 26. | Dyskobolia Stadion, Grodzisk Wielkopolski | egyik elődöntő               | Csehország–Skócia        | 0 – 1    |

---
Az európai labdarúgó torna döntőjéhez vezető úton Ausztriába és Svájcba a XIII., a 2008-as labdarúgó-Európa-bajnokságra az UEFA JB játékvezetőként foglalkoztatta.

##### Selejtező mérkőzés
| Időpont          | Helyszín                 | Mérkőzés típusa           | Mérkőzés                    | Eredmény | Nézők száma |
| ---------------- | ------------------------ | ------------------------- | --------------------------- | -------- | ----------- |
| 2006. október 7. | Zimbru Stadion, Chișinău | előselejtező (7. csoport) | Moldova–Bosznia-Hercegovina | 2 – 2    | 10 000      |

## Sportvezetőként
- Aktív pályafutását befejezve a Francia Labdarúgó-szövetség Játékvezető Bizottságánál az oktatást és az ellenőrzést segíti.
- 2014. március 17-től a Védelmi Nemzeti Sport Központ (OTK) parancsnoka.

## Magyar vonatkozás
| Időpont            | Helyszín                  | Mérkőzés típusa     | Mérkőzés             | Eredmény | Nézők száma |
| ------------------ | ------------------------- | ------------------- | -------------------- | -------- | ----------- |
| 2009. november 14. | Jules Otten Stadion, Gent | válogatott mérkőzés | Belgium–Magyarország | 3 – 0    | 8000        |